# Gare de Zamość
La gare de Zamosc  est une gare ferroviaire elle est située à  Zamość.

## Histoire
Par la construction de la ligne ferroviaire Zamosc - Zawada - Bełżec, qui s'est étendue vers Hrubieszów en 1917. La gare a été ouverte en 1916, et se trouve porche du zoo, rue Szczebrzeska. Elle fut détruite pendant la seconde guerre mondiale, les bâtiments furent reconstruits en 1944 puis 1963.